# Конструктивне число

Квадратний корінь з 2 дорівнює довжині гіпотенузи прямокутного трикутника, у якого обидва катети мають довжину 1. Таким чином, це число є конструктивним числом.

У геометрії та алгебрі дійсне число r вважається конструктивним тоді й лише тоді, коли його абсолютне значення |r| може бути побудоване за допомогою циркуля та лінійки за скінченну кількість кроків, враховуючи одиничний відрізок як стандартну одиницю виміру. Не всі дійсні числа є конструктивними, і для їхнього опису зазвичай застосовують алгебраїчні методи. Однак для ефективного використання цих методів корисно спочатку встановити зв'язок між точками та конструктивними числами.

## Конструктивні точки
Точка в евклідовій площині вважається конструктивною, якщо вона:
- є кінцевою точкою даного одиничного відрізка;

- є точкою перетину двох прямих, утворених раніше визначеними конструктивними точками;

- є точкою перетину прямої з колом, центр якого — конструктивна точка, а радіус проходить через іншу конструктивну точку;

- є точкою перетину двох таких кіл[3].

Запровадивши декартові координати, де одна кінцева точка одиничного відрізка знаходиться в (0,0), а інша в (1,0), можна показати, що координати конструктивних точок також є конструктивними числами.

## Алгебраїчне визначення конструктивних чисел
У алгебрі число вважається конструктивним тоді й лише тоді, коли його можна отримати, використовуючи чотири основні арифметичні операції та добування квадратного кореня (але не коренів вищого порядку) з конструктивних чисел, які завжди містять 0 та 1.
Множину конструктивних чисел можна описати мовою теорії полів: вони утворюють квадратичне замикання множини раціональних чисел — найменше розширення поля, яке є замкненим щодо квадратних коренів. Це дозволяє перетворювати геометричні задачі циркуля та лінійки в алгебраїчні, що допомогло розв'язати багато математичних проблем, які залишалися нерозв'язуваними протягом століть.